# Дніпровське шосе (Запоріжжя)
Дніпрóвське шосé (до 19 лютого 2016 року — Дніпропетровське шосе) — одна з головних вулиць у правобережній частині Дніпровського района міста Запоріжжя. 
Розпочинається від вулиць Кияшка та Братської і закінчується на розі вулиць Істоміна та Зачиняєва біля заводу «Запоріжкабель».
Протяжність Дніпровського шосе складає 3,8 км. 
До вулиці прилучаються:
- вулиця Кияшка
- вулиця Таганська
- вулиця Дудикіна
- Щаслива вулиця
- Добробутна вулиця
- Братська вулиця
- вулиця Трипільська
- вулиця Метрополітенівська
- вулиця Доватора
- вулиця Піщана
- вулиця Тичини
- вулиця Славутича
- вулиця Громової
- вулиця Стасова
- вулиця Юліуса Фучика
- вулиця Пожарського
- вулиця Зачиняєва
- вулиця Істоміна

## Історія
Інтенсивна забудова Дніпропетровського шосе почалося в 1960-х роках, після приєднання Верхньої Хортиці до меж міста.
Свою назву вулиця отримало у зв'язку з тим, що на той час це була єдиний автошлях через Верхню Хортицю до міста Дніпропетровська. На неї виходить північна частина «Запоріжтрансформатор» — підприємства світового значення, будівництво якого розпочалося у 1947 році. На його базі у 1959 році заснований Всесоюзний інститут трансформаторобудування (ВІТ). Тут також були побудовані завод «Перетворювач» та завод високовольтної апаратури, що дало право називати Запоріжжя столицею радянського електроапаратобудування.
Велика кількість дерев та чагарників дозволяло вважати цю вулицю однією з найзеленіших в місті, в чому велика заслуга мешканців та працівників підприємств електротехнічного комплексу.
1971 року до заводу «Перетворювач» була прокладена тролейбусна лінія маршруту № 8, яку було невдовзі подовжено до заводу «Запоріжкабель». Окрім цього маршруту Дніпропетровським шосе курсував тролейбусний маршрут № 21 (1993—2001 рр.). Від шосе по вулиці Піщана прокладена резервна (службова) лінія до кінцевої зупинки тролейбусного маршруту № 3.
19 лютого 2016 року вулиця Дніпропетровське шосе на сесії Запорізької міської ради було перейменовано на Дніпровське шосе.
З 1 вересня 2020 року вулиця Дніпровським шосе пролягає новий тролейбусний маршрут № 2, яким є можливість дістатися до Хортицького району з Бородінського мікрорайону (маршрут обслуговують тролейбуси Дніпро Т203 з опцією автономного ходу).

## Будівлі та об'єкти

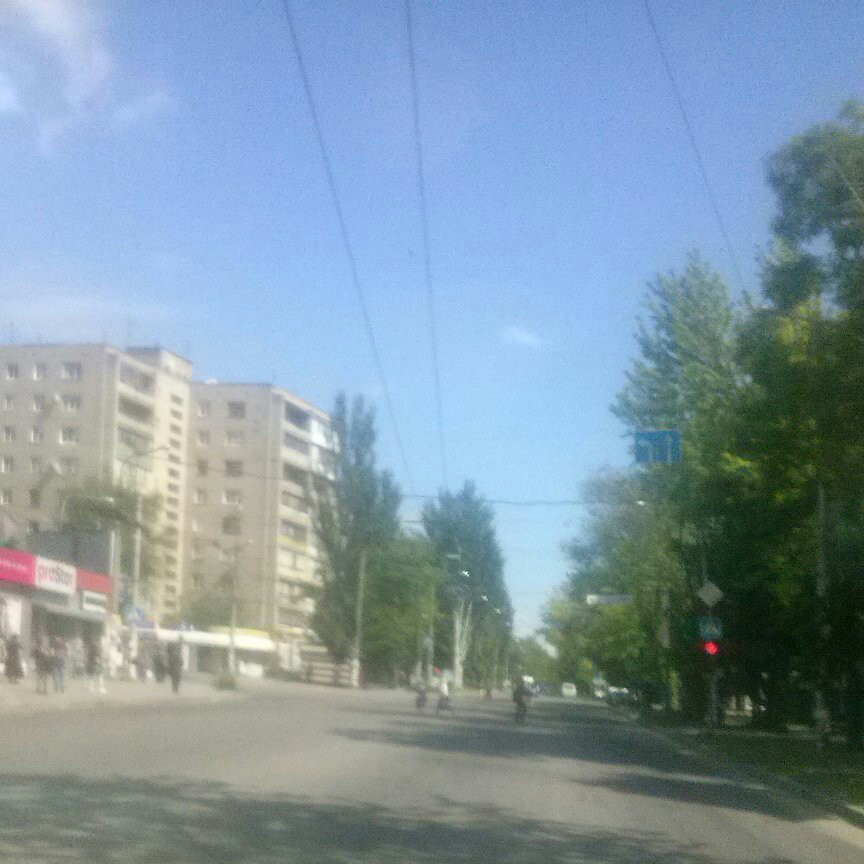
Перехрестя Дніпровського шосе з вулицею Щасливою

- буд. 1 — Спортивна школа «Трансформатор»
- буд. 1 — «Електросталь-Сервіс», фірма
- буд. 3 — Запоріжтрансформатор
- буд. 3 — Спеціалізована дитячо-юнацька школа Олімпійського резерву по гандболу
- буд. 3Б — Спортивний клуб «Доротея»
- буд. 3В — АЗС «Укрнафта»
- буд. 5А — Завод «Запоріжмашпром»
- буд. 9 — Їдальня заводу «Перетворювач»
- буд. 11 — ВІТ
- буд. 11 — «ЗТУ-1», компанія
- буд. 11 — Науково-виробниче підприємство «Електро НПП»
- буд. 11 — «Астон», магазин будівельних матеріалів
- буд. 11 — «ЗТЗ-Сервіс», науково-інженерний центр
- буд. 11 — «Інсталяція», фірма (системи автономного електроживлення і теплопостачання)
- буд. 13 — Запорізький завод  високовольтної апаратури
- буд. 13 — Фізкультурно-оздоровчий центр заводу високовольтної апаратури, спортивный клуб
- буд. 14 — Магазин торговельної мережі «ProStor»
- буд. 17 — Завод «Запоріжбіосінтез»
- буд. 30 — Філіал міської стоматологічної поліклініки № 3
- буд. 30 — Магазин «Дніпротрактор»
- буд. 30 — Дитячий центр «Апельсин»
- буд. 30 — Меблевий салон
- буд. 30 — Перукарня, салон краси
- буд. 48 — Фірма «Агрос-КВ»
- буд. 48 — Відділення Ощадбанку, Магазин «Фурнітурний Двір», магазин продуктів «Еней Енергія»
- буд. 48 — «Будсервіс», будівельна фірма
- буд. 48 — «Укрторгсервіс», фірма (промислове електрообладнання, поставка, монтаж)
- буд. 50 — Центр розвитку дитини «Лазурний»
- буд. 62 — Поштове відділення зв'язку 69069, фірма «АСМ-ГРУП»[9]